# آببه بیکیلا
آببه بیکیلا (انگلیسی: Abebe Bikila؛ زاده ۷ اوت ۱۹۳۲ درگذشته ۲۵ اکتبر ۱۹۷۳) دونده ماراتن اهل اتیوپی و قهرمان دو دوره مسابقات جهانی بود. او در مسابقهٔ دوی مارتن المپیک ۱۹۶۰ رم با پای برهنه شرکت کرد و در میان شگفتی همگان مدال طلا را به گردن آویخت.